# Monostilifera
Monostilifera  — ряд немертин класу Озброєні немертини (Enopla). У представників ряду наявний один стилет на озброєному хоботку.

## Класифікація
- Ряд Monostilifera
  - Підряд Cratenemertea
    - Родина Cratenemertidae

  - Підряд Eumonostilifera
    - Родина Acteonemertidae
    - Родина Amphiporidae
    - Родина Carcinonemertidae
    - Родина Emplectonematidae
    - Родина Fasciculonemertidae
    - Родина Malacobdellidae
    - Родина Oerstediidae
    - Родина Ototyphlonemertidae
    - Родина Plectonemertidae
    - Родина Prosorhochmidae
    - Родина Tetrastemmatidae